# تيلوريد إنديوم ثلاثي
 تيلوريد إنديوم ثلاثي (بالإنجليزية: Indium(III) telluride)‏ تلوريد له الصيغة In2Te3، ويكون على شكل كتل زرقاء هشة .